# Arum (Frise)
Pour les articles homonymes, voir Arum (homonymie).
Arum est un village de la commune néerlandaise de Súdwest Fryslân, situé dans la province de Frise. Son nom en frison est Arum.

## Géographie
Arum est situé dans l'ouest de la province de Frise, à 3 km au nord de Witmarsum et à 5 km à l'est du littoral de la mer des Wadden.

## Histoire
Arum est une commune entre 1812 et 1816, date à laquelle elle est rattachée à celle de Wûnseradiel. Elle le demeure jusqu'au 1er janvier 2011, où celle-ci est supprimée et fusionnée avec Bolsward, Nijefurd, Sneek et Wymbritseradiel pour former la nouvelle commune de Súdwest-Fryslân.

## Démographie
Le 1er janvier 2017, le village comptait 1 075 habitants.